# Västanviks folkhögskola
Västanviks folkhögskola är en folkhögskola i Västanvik, Leksands kommun. Folkhögskolan har kurser för teckenspråkiga döva och hörselskadade samt kurser med anknytning till teckenspråk. De har även kurser för personer med dövblindhet. Skolans utbildningar är bland annat allmän kurs för döva, teckenspråkslinje, teckenspråkstolkutbildning, "svenskt teckenspråk och svenska för invandrare" (SFI/TFI), samt flera kortare kurser i teckenspråk såsom teckenspråksutbildning för föräldrar (TUFF). Det finns även ett unikt samarbete med Migrationsverket där Västanviks Folkhögskola tar emot döva personer som söker asyl till Sverige. Skolan startades 1969 och har Sveriges Dövas Riksförbund som huvudman. Skolan har en teckenspråkig studiemiljö.

## Historia
1961 köptes Carlborgsons Gård av Dalabygdens Dövförening. Där bedrev man ungdomsverksamhet och var en samlingsplats för Sveriges döva. Det fanns länge tankar om att starta en egen folkhögskola på gården. Västanviks folkhögskola grundades 1969 av Sveriges Dövas Riksförbund (SDR). Skolan var då en filial till Fornby folkhögskola och hade 14 elever. Skolan blev självständig 1978 och sedan dess har den vuxit, med fler kurser och deltagare. En av de mest drivande i bildandet av Västanviks folkhögskola var Lars Kruth, och ett av skolans hus, Kruthgården, är namngivet efter honom.

## Utbildningar
Västanviks folkhögskola har dels längre utbildningar, dels kortare kurser och sommarkurser.

### Teckenspråkstolk och dövblindtolk
Utbildningen till teckenspråkstolk och dövblindtolk är fyra år. Efter utbildningen kan studenterna jobba som teckenspråkstolk eller som dövblindtolk. I begreppet dövblindtolk ingår syntolkning, teckenspråkstolkning och ledsagning. Utbildningen anordnas i samarbete med Myndigheten för yrkeshögskolan.

### Allmän kurs
Skolan har en allmän kurs som vänder sig till de som är döva/hörselskadade och använder teckenspråk. Eleven läser på grundskolenivå och/eller gymnasienivå. Kursen kan också ge grundläggande behörighet till högskolestudier.

### Svenskt teckenspråk och svenska för invandrare (SFI/TFI)
Utbildningen "Svenskt teckenspråk och svenska för invandrare" är för döva eller hörselskadade invandrare. De lär sig svenskt teckenspråk och att läsa och skriva svenska. I kursen ingår också matematik, privatekonomi, samhällsorientering och kunskap om dövrörelsen i Sverige. Det ingår även arbetspraktik, samt information om hur man söker jobb. Kursen är som vanlig SFI, men med ett språk extra.
Västanviks folkhögskola anordnar även SFI/TFI på en filial i Stockholm.

### Personlig assistent
Utbildning till assistent/ledsagare. All undervisning på utbildningen sker på teckenspråk. Efter utbildningen ska kursdeltagarna kunna arbeta med ledsagning/syntolkning till personer med dövblindhet eller som personlig assistent till personer som på grund av olika funktionsnedsättningar har behov av särskilt stöd.

### Teckenspråkskurser
Skolan har flera olika kurser i teckenspråk. Kortare kurser (en helg eller en vecka) i teckenspråk ges både under terminerna och sommaren. De kurserna har olika svårighetsgrad, allt från nybörjare till avancerad.
Skolan har en ettårig teckenspråkslinje med två inriktningar med två målgrupper: för de som vill lära sig teckenspråk och redan har gymnasiekompetens, respektive de som vill komplettera sina betyg och få gymnasiekompetens samtidigt som de läser teckenspråk som profilämne.
De ger även kurser för personer med dövblindhet samt teckenspråksutbildning för föräldrar till döva barn (TUFF).

## Mottagande av asylsökande
Skolan erbjuder mottagande för hörselskadade och döva personer som söker asyl till Sverige. Mottagandet sker i ett unikt samarbete med Migrationsverket. Samarbetet startades som ett projekt med anledning av svårigheter med kommunikation mellan Migrationsverket och döva/hörselskadade asylsökande. Dessa asylsökande hade ofta svårt att förklara sina asylskäl, och Migrationsverket hade därför svårt att göra en rättvis och rättssäker bedömning. Teckenspråkstolk kan inte användas, då de asylsökande inte kan svenskt teckenspråk. Därför startades i april 2009 ett projekt på Västanviks Folkhögskola där de asylsökande får lära sig svenskt teckenspråk samt få stöd i asylprocessen. Projektet var ett samarbete mellan Västanviks folkhögskola, Allmänna arvsfonden, Sveriges Dövas Riksförbund och Leksands kommun. Projektet medfinansieras av Europeiska flyktingfonden och har nu övergått till att vara permanent.

## Lokaler
Skolan hyr ut lokaler till bland annat Dalarnas Dövas Förening, Ning AB, Dalahänder och Förbundet Sveriges Dövblinda. Sveriges Televisions teckenspråkiga produktion höll förut till i skolans lokaler.
Skolan har en egen förskola vid namn Västanvind. Förskolans verksamhet är främst på svenskt teckenspråk, men också på svenska.
På skolan finns internat för kursdeltagarna. De hyr även ut rum som vandrarhem och lokaler för konferenser.